# Мартин-и-Солер, Висенте
Висе́нте Марти́н-и-Соле́р (исп. Vicente Martín y Soler; 2 мая 1754, Валенсия — 11 февраля 1806, Санкт-Петербург) — испанский композитор, работал в Италии и Австрии, последнюю треть жизни провел в России.

## Биография

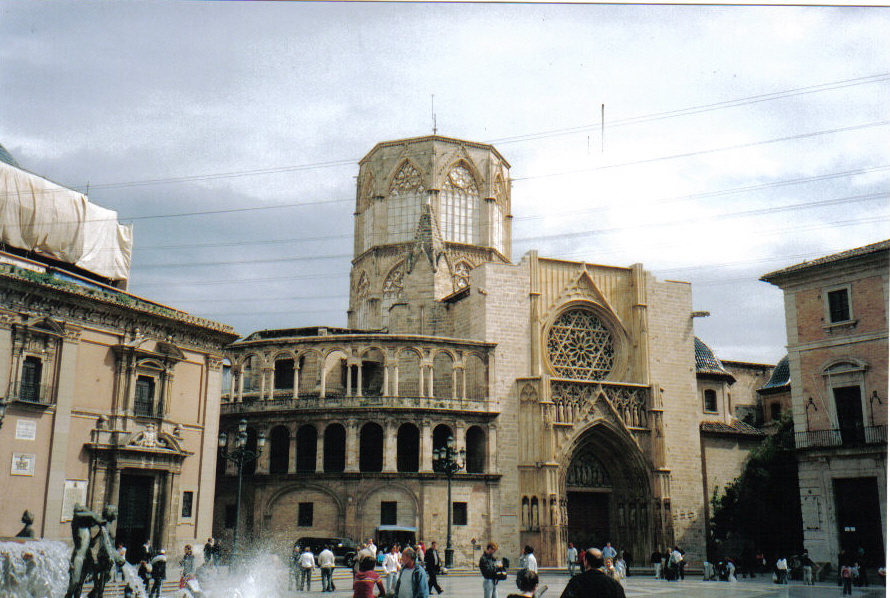
Валенсия, кафедральный собор

Сын певца, ребёнком пел в хоре кафедрального собора Валенсии. Учился музыке в Болонье у известного педагога и теоретика музыки, францисканца Джованни Баттиста Мартини (Падре Мартини). С 1775 жил в Мадриде, где в том же году дебютировал оперой «Двое скупцов».

### Неапольский период
В 1777 переехал в Неаполь как придворный капельмейстер неаполитанского короля Фердинанда IV. Его оперы («Ифигения в Авлиде», 1779; «Андромаха», 1780, либретто Апостоло Дзено; «Гипермнестра», 1780, либретто Метастазио; «Партенопа», 1782, либретто Метастазио) с успехом ставились в различных городах Италии.

### Венский период
В 1785 по приглашению супруги испанского посла переехал в Вену ко двору императора Иосифа II. Написал там несколько комических опер на либретто Лоренцо да Понте, имевших огромный успех («Редкая вещь», 1786, по пьесе Луиса Велеса де Гевары; «Древо Дианы», 1787, и др.). Познакомился с Сальери и Моцартом; Моцарт процитировал его «Редкую вещь» во втором акте оперы «Дон Жуан».

### Петербургский период
В 1788 был приглашен императрицей Екатериной II в Россию и до своей смерти жил и работал в Петербурге. Здесь им были написаны оперы «Горебогатырь Косометович» (1789, либретто Екатерины и её секретаря Александра Храповицкого), «Песнолюбие» («Меломания», 1790, либретто Храповицкого), «Федул с детьми» (1791, либретто Екатерины и Храповицкого, музыка совместно с Пашкевичем), «Деревенский праздник» (1798), несколько балетов («Покинутая Дидона», 1792; «Амур и Психея», 1796), другие произведения. Стиль итальянской оперы сохранен в петербургских сочинениях композитора, при этом в них использованы мелодии русских песен.
Жена композитора была лютеранкой, он похоронен на Смоленском евангелическом кладбище Санкт-Петербурга (заброшенная могила была отыскана лишь в 1990).

## Признание
Написал свыше 30 опер и около 20 балетов. При жизни имел славу «валенсианского Моцарта». Потом был надолго забыт. В последние десятилетия снова стал исполняться в Испании, Италии, Франции и других странах. Его «Редкую вещь» в концертном варианте показал Жорди Саваль, оперу-буффа «La capricciosa corretta» записал Кристоф Руссе со своим ансамблем «Les Talens Lyriques». Опера «Горебогатырь Косометович» была поставлена в 2015 году в Санкт-Петербурге в рамках фестиваля Earlymusic.